# Burg Wartenburg (Polen)
Die Ordensburg Wartenburg (polnisch Zamek w Barczewie) ist eine Ordensburg in Wartenburg (Barczewo), Woiwodschaft Ermland-Masuren. Sie ist ein auf eine Bischofsburg zurückgehendes Schloss im historischen Ostpreußen.

## Geschichte
Im Jahr 1325 ließ der Bischof vom Ermland Eberhard von Neisse einen Wachturm errichten. Die Burg wurde 1364 unter Bischof Johann II. Stryprock gleichzeitig mit der Stadtmauer erbaut, aber der eigentliche Bau hätte in den nächsten Jahren stattfinden können. Die Burg befand sich in der nordöstlichen Ecke der die Stadt umgebenden Stadtmauer.
Zu Beginn des Dreizehnjährigen Krieges wurde die Burg von den Aufständischen aus der preußischen Union erobert, aber 1455 von Söldnern des Ordens unter Georg von Schlieben zurückerobert und bis zum Ende des Krieges 1466 gehalten. Im Jahre 1594 brannte die Burg nieder, wurde aber bald darauf wieder aufgebaut. Ein Brand von 1798 zerstörte das Schloss beinahe vollständig. Auf den Fundamenten der Burg wurde ein klassizistisches evangelisches Schulgebäude errichtet. Die Kirche St. Anna im neu errichteten Gebäude gilt als eine der schönsten Kirchen des Ermlands.
Während der Verhängung des Kriegsrechts in der Volksrepublik Polen waren viele Regimegegner in Wartenburg inhaftiert. Auch der ostpreußische Gauleiter Erich Koch war bis an sein Lebensende hier inhaftiert.